# Hounds of Love
Hounds of Love är det femte studioalbumet av den brittiska sångerskan och musikern Kate Bush, utgivet i september 1985 på EMI Records. Det var hennes andra albumetta i Storbritannien. Fyra singlar släpptes från albumet, där den inledande "Running Up That Hill" blev den största hiten. Bush skrev och producerade alla albumets låtar. Albumet bestod ursprungligen av två "delar", skivsida A var Hounds of Love, och skivsida B The Ninth Wave.
Albumet finns med i boken  1001 Albums You Must Hear Before You Die.

## Bakgrund
Bush började komponera låtar till albumet sommaren 1983 i sin hemmastudio, en av de första var "Running Up That Hill" som ursprungligen hade titeln "A Deal With God". Inspelningen av albumet påbörjades i november 1983 i Bush's 48-kanalstudio vid föräldrahemmet i Welling. Bush arbetade ofta ensam i studion med en ljudtekniker, och anlitade då och då noga utvalda musiker för att ge en mer levande känsla åt musiken. Våren 1984 flyttade inspelningen tillfälligt till Irland. Bush hade irländskt påbrå och en del influenser från traditionell irländsk folkmusik inkorporerades i låtarna. Tillbaka i studion i Welling lade Bush lade ner mycket och noggrant arbete på att fullborda albumet med bland annat sampling och användandet av sin egen röst. Inspelningarna kompletterades under första halvan av 1985 och skivan gavs ut i september samma år.

## Låtlista
Låtarna skrivna av Kate Bush.
1. "Running Up That Hill (A Deal with God)" – 5:03
2. "Hounds of Love" – 3:02
3. "The Big Sky" – 4:41
4. "Mother Stands for Comfort" – 3:07
5. "Cloudbusting" – 5:10
6. "And Dream of Sheep" – 2:45
7. "Under Ice" – 2:21
8. "Waking the Witch" – 4:18
9. "Watching You Without Me" – 4:06
10. "Jig of Life" – 4:04
11. "Hello Earth" – 6:13
12. "The Morning Fog" – 2:34

## Listplaceringar
| Lista (1985)   | Position              |
| -------------- | --------------------- |
| Australien     | 6 (Kent Music Report) |
| Finland        | 4                     |
| Frankrike      | 9                     |
| Island         | 7 (DV Vinsældalisti)  |
| Japan          | 36 (Oricon)           |
| Kanada         | 7 (RPM)               |
| Nederländerna  | 1                     |
| Norge          | 12 (VG-lista)         |
| Nya Zeeland    | 17                    |
| Schweiz        | 3                     |
| Storbritannien | 1 (UK Albums Chart)   |
| Sverige        | 9 (Sverigetopplistan) |
| USA            | 30 (Billboard 200)    |
| Västtyskland   | 2                     |
| Österrike      | 14                    |